# Lecithocera autologa
Lecithocera autologa – gatunek motyli z rodziny Lecithoceridae i podrodziny Lecithocerinae.
Gatunek ten opisany został w 1910 roku przez Edwarda Meyricka, który jako miejsce typowe wskazał Madulsimę na Sri Lance.
Motyl o ciele wraz z czułkami i głaszczkami brunatoszarym. Przednie skrzydła o rozpiętości 14 mm wydłużone, o krawędzi kostalnej nieco łukowatej, wierzchołku tępym, a termenie skośnym i delikatnie falistym. Barwa skrzydeł przednich brunatnoszara z ciemnobrunatoszarym nakrapianiem. Strzępiny obu par skrzydeł jasnobrunatnoszare. Tylne skrzydła szare.
Gatunek endemiczny dla Sri Lanki.